# Parque nacional de Ojców
El parque nacional Ojców (en polaco: Ojcowski Park Narodowy) es uno de los parques nacionales de Polonia, situado en el condado de Cracovia, voivodato de Pequeña Polonia en el sur de Polonia, establecido en 1956. Toma su nombre del pueblo de Ojców, donde se encuentrsa también su sede.
Es el parque nacional más pequeño de Polonia, con una superficie original de 14,40 km², extendido desde entonces a 21,46 km². De esta superficie, 15,28 km² son de bosque y 2,51 km² están estrictamente protegidos. El parque está aproximadamente a unos 16 km al norte de Cracovia, en la Tierra Alta Cracovia-Częstochowa jurásica.

## Geografía
La topografía cárstica de lecho de roca soluble caracteriza el parque, que además de dos valles fluviales (los de Prądnik y Saspówka) contiene numerosos acantilados, barrancos y más de 400 cuevas de caliza. La mayor de estas, la cueva de Łokietek (se dice que albergó al rey Vladislao I Łokietek, de quien toma su nombre), es de 320 metros de profundidad. La zona también destaca por sus formaciones rocosas, la más famosa se llama Club de Hércules, una columna de caliza de 25 metros de alto.
El parque Ojcowski tiene gran biodiversidad; más de 5500 especies residen en el parque. Estas incluyen 4600 especies de insectos (incluyendo 1700 de escarabajos y 1075 de mariposas) y 135 de aves. Entre los mamíferos hay castores, tejones, armiño, y 15 especies de murciélagos, muchos de los cuales hibernan en las cuevas del parque durante el invierno.

## Habitación humana y cultura
El asentamiento más antiguo en la zona se remonta al Paleolítico, aproximadamente hace 120.000 años. La región de Ojców es rica en sílex, lo que atrajo a los humanos antiguos. 
El parque contiene numerosos castillos, incluyendo un castillo gótico arruinado en Ojców y un castillo renacentista mejor conservado en Pieskowa Skała, ambos fueron parte de un sistema medieval tardío de densas en el suroeste de Polonia, conocido como la Senda de los nidos de águilas construida por orden del rey de Polonia, Casimiro el Grande.
Hay dos museos en el parque, el Museo del profesor Władyslaw Szafer (recibe su nombre de la primera persona que defendió la creación de un parque nacional en el Ojców), y una rama de la Colección Nacional de Arte con sede en Cracovia, ubicada en el castillo Pieskowa Skała.